# 太史享
太史享，字元復（？—？），三國時代東吳武將，為東漢末年將領太史慈之子。其父於建安十一年逝世，父親死後太史享繼續輔佐孫權，历任尚书、吴郡太守，官至越騎校尉。

## 演義記載
據《三國演義》載，太史慈死後，孫權為了追悼太史慈昔日的功績，而將太史享領養在府，以示親重。部份刊行本誤作「太史亨」。